# Amalgário
Amalgário (em latim: Amalgarius) foi um general franco do século VII, ativo no Reino Merovíngio durante o reinado de Dagoberto I (r. 629–634) e Clóvis II (r. 639–655).

## Vida
Entre 629-642, Amalgário serviu como duque. Em 629, assassinou Prodúlfo com Arneberto e Vilibado sob ordens de Dagoberto. Em 631, acompanhou Venerando à Hispânia numa embaixada a Sisenando (r. 631–636). Em 635, foi um dos 10 duques sob Quadoíndo que derrotaram os vascões. Sob Clóvis II, em 642 conspirou com Flaoquado e outros duques para matar Vilibado e em setembro participou na batalha próximo de Augustoduno na qual Vilibado foi morto.